# Acridocephala alboannulata
Acridocephala alboannulata là một loài bọ cánh cứng trong họ Cerambycidae.